# Quartiere di Micoud
Il quartiere di Micoud è uno degli 11 quartieri in cui è divisa l'isola di Saint Lucia.